# Río Arapey Grande
Le río Arapey Grande ou río Arapey est une grande rivière du département de Salto.

## Description sommaire

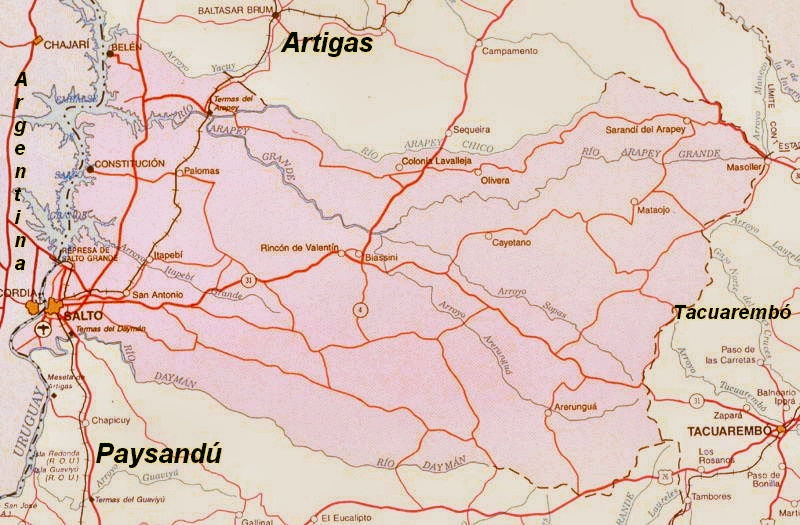
Carte géografique du département de Salto. Sur la carte, le río Atapey au nord du département.

La rivière Arapey Grande nait dans la cuchilla de Haedo, au nord-est, près de la limite départementale avec le  département de Rivera; puis son cours traverse le département  de Salto d'est en ouest sur une longueur totale de 227 km et  débouche sur le río Uruguay, au site du réservoir du barrage de Salto Grande.
Par la longueur de son cours, cette rivière est plus longue que le río Daymán qui coule
au sud sur la limite interdépartementale  avec le Paysandú. Aussi son bassin fluvial est près de trois plus étendu que celui du río Daymán.
Son débit fluvial est variable et régi par les précipitations comme celui du río Daymán qui s'écoule au sud du département de Salto.
La rivière Arapey  Grande est entourée d'un réseau dense de  rivières et de ruisseaux, surtout dans la partie aval de son cours avant son embouchure dans le fleuve Uruguay. C'est un émissaire important pour la partie septentrionale  du département de Salto. Tous ses affluents sont des cours d'eau du département de Salto, ses principaux  étant Arroyo Sarandí del Arapey, Arroyo Cambara, Arroyo Mataojo Chico, Arroyo Mataojo Grande, Arroyo del Sauce, Arroyo Valentín Grande et la rivière Arapey Chico , qui fait partie de la frontière avec le département d'Artigas et a quelques affluents de ce département.

## Galerie

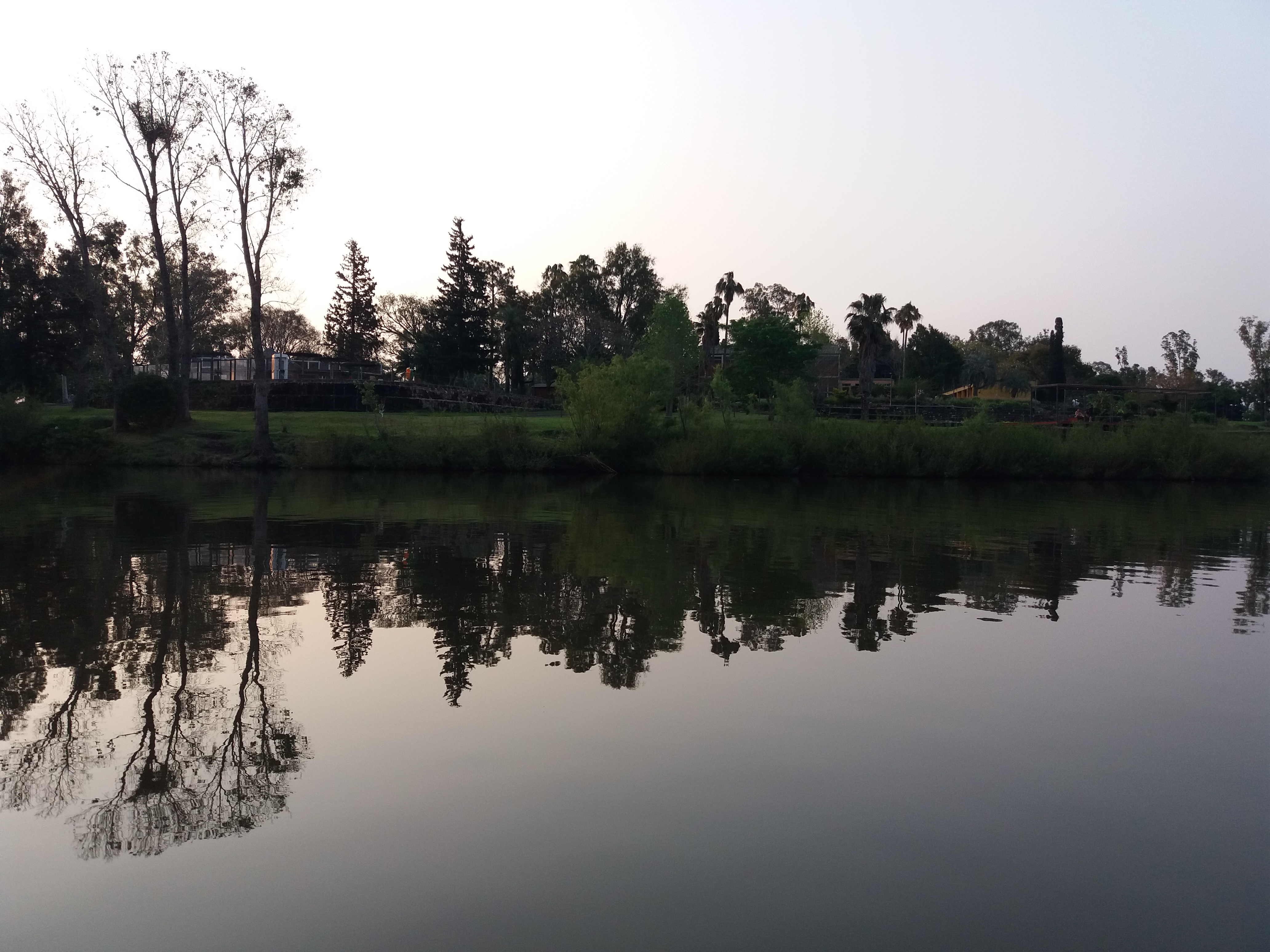
Río Arapey. Termas del Arapey.
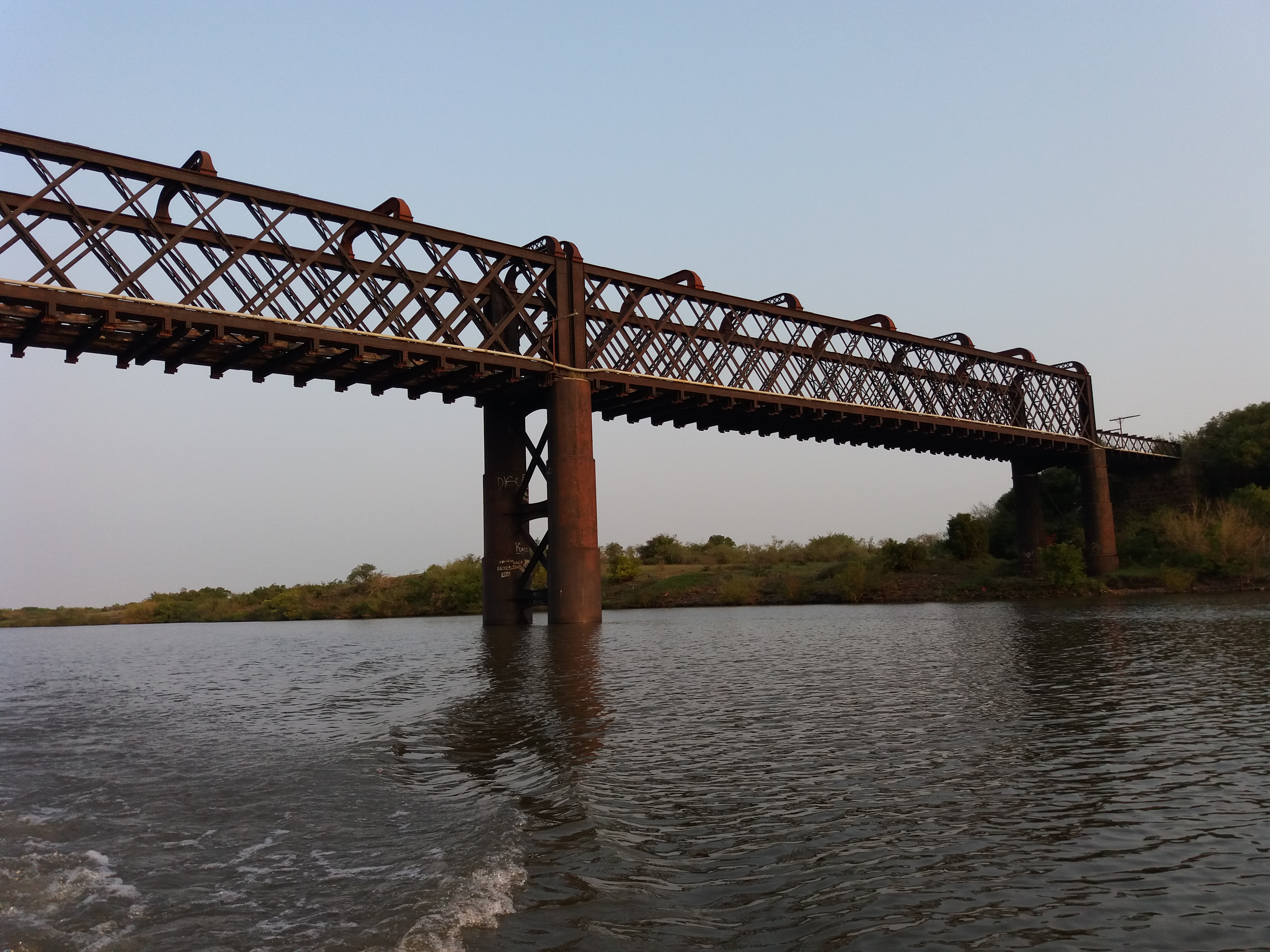
Pont ferroviare sur le río Arapey Grande.
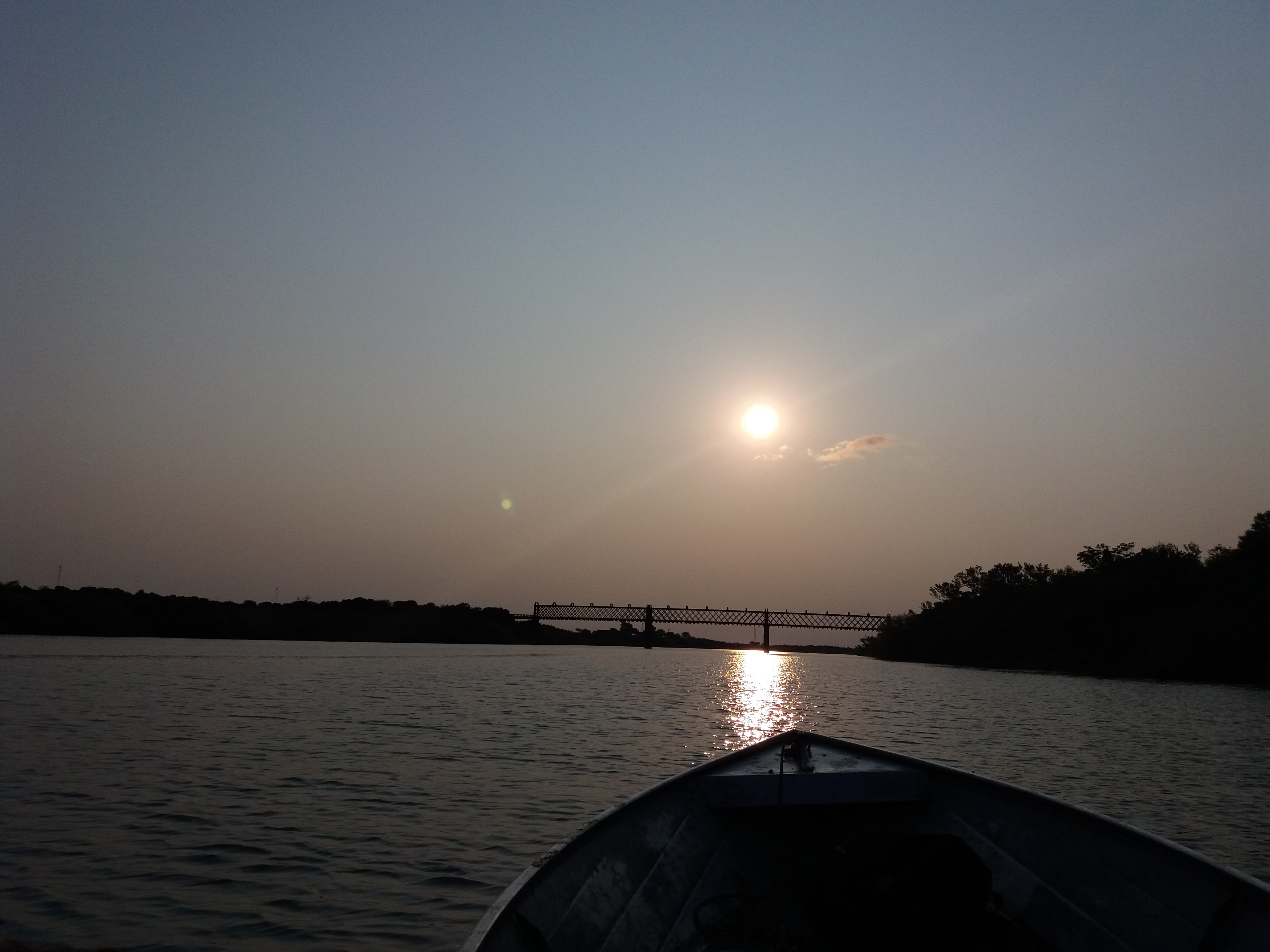
Coucher de soleil sur le río Arapey Grande.